# Vicomtesse de Renneville
Pour les articles homonymes, voir Renneville, Almaviva, Vallée (homonymie), Descubes et Lascaux.
Vicomtesse de Renneville, nom de plume d’Olympe Vallée épouse Mme Paul Descubes de Lascaux, née  le 4 mai 1817 dans l'ancien 3e arrondissement de Paris et morte le 17 janvier 1890 dans le 9e arrondissement de Paris, est une journaliste et écrivaine française. 
Elle a aussi utilisé le pseudonyme Comtesse Almaviva. 

## Biographie

### Jeunesse et famille
Louise Marie Olympe Vallée naît en 1817 à Paris, dans la paroisse Saint-Eustache, fille de Louis Marin Vallée et de Louise Duvallet, son épouse. En 1840, elle épouse Xavier Marie Maurice Paul Descubes de Lascaux, comte et journaliste connu sous le nom de Paul de Lascaux.

### Carrière
Olympe Vallée commence à écrire en 1843, sous le nom de Vicomtesse de Renneville, un pseudonyme trouvé par le journaliste Hippolyte de Villemessant, futur directeur du Figaro. Ses chroniques de mode paraissent dans de nombreuses revues, telles que Revue parisienne (rebaptisée en 1844 La Sylphide), L'Hermès ou encore Le Magasin des familles. Elle publie par ailleurs des poésies, nouvelles ou récits dans divers journaux comme Le Journal des femmes. 
Faisant figure d'autorité en matière de mode et de toilettes, elle écrit aussi dans Le Moniteur de la mode, l’Union monarchique, le Journal de la mode ou l'Indépendance belge. Elle tient par ailleurs une rubrique de mode dans Le Figaro sous le pseudonyme de Comtesse Almaviva,. En 1857, elle devient la rédactrice en chef d'un journal de mode intitulé La Gazette rose, fondé par Hippolyte de Villemessant sous le patronage du Figaro. Les premiers numéros sont parfumés à la rose. Comparé en son temps au Journal des débats tant il fait référence,, il devient La Gazette rose illustrée en 1882. Deux ans plus tard, Olympe Vallée en abandonne la direction avec le projet de fonder une nouvelle revue,.
Elle meurt en 1890 dans son appartement du 18, rue de Provence, et est inhumée au cimetière de Montmartre.

## Publications
- Poésies et nouvelles dans le Journal des Femmes.
- Une légende italienne, « Le Verrier de Murano », dans le journal La Sylphide.
- Articles dans le Moniteur de la mode, l’Union monarchique, le Journal la mode, l’Indépendance belge, l’Artiste et La Gazette de Paris.
- Cofondatrice de La Gazette rose
- Théo Critt (Théodore Cahu), L'Art de se faire aimer par son mari. Préface par la vicomtesse de Renneville, BNF 30184423.
- « La Famille », Journal illustré de la mode et de la vie domestique.[réf. nécessaire]
- Le Livre de l'avenir, ou le Sorcier des salons.[réf. nécessaire]
- Vtesse de Renneville, Le Livre de la toilette : guide des dames et des demoiselles, C. Ploche, coll. « Bibliothèque de la maîtresse de maison », 1852 (lire en ligne sur Gallica).
- « Marguerite », Les missionnaires du Paraguay.[réf. nécessaire]
- La Civilité puérile et honnête expliquée par l'oncle Eugène, Paris, Plon, Nourrit et Cie, 1887 (lire en ligne)[15]

## Iconographie
- Atelier Nadar, Vicomtesse de Renneville, journaliste de modes : [photographie, tirage de démonstration], avant 1890, Bibliothèque nationale de France, département Estampes et photographie (FT 4-NA-235 (1)) lire en ligne sur Gallica.